# Altamirano (kommun)
Altamirano är en kommun i Mexiko.   Den ligger i delstaten Chiapas, i den sydöstra delen av landet, 800 km öster om huvudstaden Mexico City. Antalet invånare är 6 155. Arean är 1 120 kvadratkilometer.
Terrängen i Altamirano är bergig österut, men västerut är den kuperad.
Följande samhällen finns i Altamirano:
- Altamirano
- Morelia
- Nuevo San Carlos
- Carmen Rusia
- San Marcos
- San Miguel Chiptic
- La Grandeza
- La Florida
- Pushila
- Nueva Galilea
- Los Bambúes
- Nueva Revolución
- El Nance
- Sociedad la Victoria
- Saltillo
- Victórico R. Grajales
- Guadalupe Victoria
- Emiliano Zapata
- Candelaria
- Agua Escondida el Ocotal
- El Nuevo Jardín
- Nueva Esperanza
- Nuevo Progreso
- Agua Escondida las Esperanzas
- Agua Escondida la Florida
- Anexo Santa Rita
- La Nueva Reforma
- San Pedro Guerrero
- El Ocotal
- Onilja
- 12 de Octubre
- Tierra y Libertad
- Diez de Abril